# Храбырско
Храбырско (болг. Храбърско) — село в Болгарии. Находится в Софийской области, входит в общину Божуриште. Население составляет 756 человек (2022).

## Политическая ситуация
В местном кметстве Храбырско, в состав которого входит Храбырско, должность кмета (старосты) исполняет Петыр Димитров Фердов (Болгарская социалистическая партия (БСП)) по результатам выборов правления кметства.
Кмет (мэр) общины Божуриште — Аспарух Асенов Аспарухов (инициативный комитет) по результатам выборов в правление общины.